# 525
Évszázadok: 5. század – 6. század – 7. század
Évtizedek: 470-es évek – 480-as évek – 490-es évek – 500-as évek – 510-es évek – 520-as évek – 530-as évek – 540-es évek – 550-es évek – 560-as évek – 570-es évek
Évek: 520 – 521 – 522 – 523 –  524 – 525 – 526 – 527 – 528 – 529 – 530

## Események

### Európa
- Az ariánus Theoderic itáliai király tiltakozása ellenére Konstantinápolyba küldi I. Iohannes pápát, hogy vegye rá Iusztinosz császárt az ariánusokat sújtó rendeletek visszavonására. Ez az első alkalom, hogy római pápa Konstantinápolyba látogat.
- Iusztinosz unokaöccse, Iusztinianosz feleségül veszi szeretőjét, a korábban színésznőként (rossz nyelvek szerint kurtizánként) dolgozó Theodórát.
- Dionysius Exiguus teológus kidolgozza a Krisztus születését kiindulópontnak tekintő időszámítást (rendszere a 9. századig nem válik általánosan elterjedtté).

### Ázsia
- Kaleb akszúmi király sereget küld a dél-arábiai Himjarita Királyság ellen, melynek izraelita vallású uralkodója, Dhú Nuvász üldözi a keresztényeket. A királyságot elfoglalják, trónjára báburalkodóként Eszimiphaioszt ültetik.
- A Daiszan folyó áradása súlyos károkat okoz Edesszában.

## Születések
- Tralleiszi Alexandrosz, bizánci orvos

## Halálozások
- Dhu Nuvász, Himjar királya

## Fordítás
- Ez a szócikk részben vagy egészben  a(z)   525 című angol Wikipédia-szócikk ezen változatának fordításán alapul.  Az eredeti cikk szerkesztőit annak laptörténete sorolja fel. Ez a jelzés csupán a megfogalmazás eredetét és a szerzői jogokat jelzi, nem szolgál a cikkben szereplő információk forrásmegjelöléseként.